# Mieszko II. (Oppeln-Ratibor)

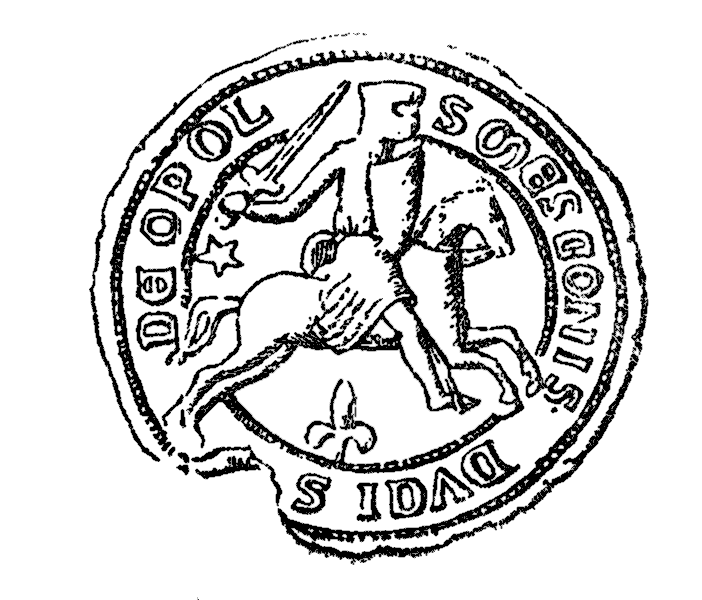
Siegel Mieszkos II.

Mieszko II. von Oppeln-Ratibor (auch Mesko II. von Oppeln-Ratibor, polnisch Mieszko II Otyły, tschechisch Měšek II. Opolsko-Ratibořský Otylý, lateinisch Mesico II Crassus; * um 1220; † 18. Oktober oder 22. Oktober 1246) war 1230 bis 1246 Herzog von Oppeln-Ratibor.

## Herkunft und Familie
Mieszko/Mesko entstammte dem Oppelner Zweig der schlesischen Piasten. Er war der erstgeborene Sohn des Herzogs Kasimir I. von Ratibor-Oppeln und der bulgarischen Herzogstochter Viola († 7. September 1251). Um 1238 vermählte er sich mit Judith, einer Tochter des Herzogs Konrad I. von Masowien. Die Ehe blieb kinderlos.

## Leben
Nachdem Mieszko und sein jüngerer Bruder Wladislaus beim Tod ihres Vaters Kasimir I. 1230 noch minderjährig waren, übernahm Herzog Heinrich I. die Vormundschaft über sie. Dadurch konnte Heinrich seine Macht wieder auf ganz Schlesien ausdehnen. Vermutlich für geleistete Waffenhilfe in seinen Kämpfen um die Vorherrschaft in Großpolen mit dem Herzog Władysław Odon übertrug Heinrich 1233 Mieszkos verwitweter Mutter Viola und seinem jüngeren Bruder Wladislaus die Gebiete Ruda und Kalisch.
Nach Heinrichs Tod 1238 übernahm Mieszko die eigenständige Regierung über sein Herzogtum Oppeln-Ratibor. Ein Jahr später erteilte er der Stadt Kasimir die Genehmigung zur Ansiedlung von Deutschen und 1240 gestattete er Makau die Umsetzung nach Neumarkter Recht. 1241 unterstützte er Herzog Heinrich II. in dessen Kampf gegen die Mongolen. Während der Krakauer Thronkämpfe, die durch den Tod Herzog Heinrichs II. 1241 ausgelöst wurden, gelang es Mieszko, mit Unterstützung seines Schwiegervaters Konrad von Masowien die östlichen Grenzen seines Herzogtums über Beuthen und Sewerien hinaus auf Krakauer Gebiet vorzuschieben und sie bis zu seinem Tod 1246 zu behaupten. Ebenfalls 1241 gewährte er dem Breslauer Bischof für den Markt Steinau verschiedene Freiheiten und 1243 das Recht der freien Einsetzung eines Vogtes. Nachdem das Gebiet von Kalisch 1244 vom großpolnischen Herzog Przemysław I. zurückerobert wurde, wies Mieszko seiner Mutter Herzogin Viola die Burgen Teschen und Ratibor als Witwensitz zu. Mieszkos Bruder Wladislaus wurde im selben Jahr Mitregent. 1246 erteilte Mieszko Mackau das Privileg eines Jahrmarkts.
Nach seinem Tod wurde Mieszko in der Kirche des Ratiborer Dominikanerklosters beigesetzt, das von ihm gestiftet worden war. Seine Witwe Judith erhielt testamentarisch die Burg Tost als Witwensitz, vermählte sich jedoch 1252 in zweiter Ehe mit Heinrich III. von Breslau. Da Mieszko ohne Nachkommen starb, ging die Regentschaft über das Herzogtum Oppeln-Ratibor an seinen Bruder Wladislaus über.